# Antonio Domingo Bussi
Pour les articles homonymes, voir Bussi.
Antonio Domingo Bussi, né le 17 janvier 1926 à Victoria, province d'Entre Ríos, Argentine et mort le 24 novembre 2011 à San Miguel de Tucumán, province de Tucumán, est un militaire argentin.
Le général Bussi avait été commandant de l'Opération Indépendance (es) (1975) contre l'ERP. Il fut ensuite gouverneur de facto de Tucumán sous la dictature militaire de « réorganisation nationale », et en tant que l'un des acteurs importants de la guerre sale.
Lors de la transition démocratique, début 1983, il fut inculpé et jugé coupable d'enlèvement et d'homicide, mais fut finalement amnistié par la loi du Point final (1986) promulguée par le gouvernement de Raúl Alfonsín. Le général Bussi entama alors une carrière politique, en tant que membre du parti Defensa Provincial - Bandera Blanca, et fut élu en 1995 gouverneur de Tucumán sous cette bannière. Vers la fin de son mandat, il fut élu député national, mais la Chambre des députés s'opposa à sa présence. Peu de temps après, après la déclaration d'inconstitutionnalité, par la Cour suprême, des lois d'amnistie, il fut inculpé dans une centaine d'affaires, pour crimes contre l'humanité commis sous la dictature. Il a été condamné à une peine perpétuelle en 2011, modifiée aux arrêts à domicile en raison de son âge. Il mourut la même année.

## Jeunesse et ascension
Fils d'immigrants italiens, Bussi intégra à 17 ans le Collège militaire, d'où il sortit, quatre ans plus tard, sous-lieutenant d'infanterie. Il rejoignit alors le 28e régiment à Goya (Corrientes), puis l'école d'infanterie à Monte Caseros. Nommé lieutenant en 1951, il devint instructeur au lycée général San Martín (es). Bussi devint capitaine en 1954, et intégra alors l'École supérieure de guerre (es), où il demeura trois ans.
Après la « Révolution libératrice » de 1955, un coup d'État instaurant une dictature militaire d'orientation national-catholique, il fut détaché auprès du régiment de Montaña de Campo de los Andes, dans la province de Mendoza. Entretemps, il se maria avec Josefina Beatriz Bigoglio, de Monte Caseros, avec qui il eut quatre enfants. Il fut nommé chef de la logistique militaire à l'état-major (es), puis reçut une formation au Command and General Staff College de Fort Leavenworth (Kansas, États-Unis). Nommé lieutenant-colonel, il devint chef du personnel de l'état-major en 1964. En 1966, au moment de la « Révolution argentine », un nouveau coup d'État militaire instaurant une nouvelle dictature militaire, il fut nommé chef du 19e régiment de Tucumán.
Il fit partie, en 1969, de la mission militaire d'observation au Viêt Nam, où il étudia les tactiques de contre-insurrection du Pentagone. À son retour, il devint secrétaire de l'état-major puis chef des finances.

## Le général-gouverneur (1975-1983)
Après les élections de 1973, remportées par le Parti justicialiste (péroniste), Bussi est nommé général de brigade en 1975, sous le gouvernement d'Isabel Perón. Il est d'abord chargé de la Xe Brigade d'infanterie à Buenos Aires, avant de remplacer, en décembre 1975, le général Acdel Vilas (es) dans la province de Tucumán, à la tête de l'Opération Indépendance (es) contre la guérilla de l'ERP, après la signature des décrets dits d'« annihilation de la subversion ». À ce moment, le ministre Ítalo Luder, chef par intérim du gouvernement, étendit l'Opération au pays entier, ainsi placé sous état d'urgence.
Le général Bussi transféra le centre clandestin de détention qui avait été installé à Famaillá par le général Vilas, et ordonna de créer de multiples centres de torture (33 selon la secrétaire des droits de l'homme, des « centaines » selon Bussi lui-même lors de son procès), afin d'échapper, par cette décentralisation, à l'inspection des organismes internationaux. Il réussit ainsi à tromper les inspecteurs internationaux en transférant les prisonniers dans d'autres centres à chaque visite.
Après le coup d'État de mars 1976, il fut nommé gouverneur de la province de Tucumán. Il professionnalisa et multiplia alors les groupes de tortures. Le général-gouverneur chargea en 1976 le policier Héctor Domingo Calderón de former un groupe opérationnel, formé de policiers, chargé de cette besogne.
Le rapport de la Commission bicamérale d'enquête sur les violations des droits de l'homme dans la province de Tucumán durant la période 1974-1983 qualifia la gestion de Bussi de « vaste appareil répressif, qui orienta son action véritable vers la destruction des directions syndicales, politiques et estudiantines, qui étaient totalement étrangères à l'action pernicieuse de la guérilla. » La Commission rappela qu'en 1975, lorsque Bussi assuma la gouvernance de la province, il avait affirmé que « la guérilla [était] déjà défaite », ce qui n'empêcha pas le nombre des victimes du terrorisme d'État d'augmenter de façon importante sous sa responsabilité.
Les forces de police et d'armée, commandées par Bussi, effectuèrent des attentats contre l'Université nationale de Tucumán, l'Assemblée provinciale, les bureaux de l'Union civique radicale, du Parti communiste, du Parti socialiste, et le collège des avocats. Plusieurs avocats furent assassinés, et beaucoup d'autres intimidés afin de les empêcher d'organiser la défense des prisonniers politiques. Des médecins, des syndicats et des politiques furent victimes de disparition forcée, de détention arbitraire et de torture.
C'est sous son administration que 25 sans-abris furent bannis de Tucumán et envoyés dans les montagnes de la province de Catamarca, en pleine tempête hivernale, le 24 juillet 1977, sans eau ni pain.
Le dirigeant de l'ERP Mario Roberto Santucho (es) fut assassiné à Buenos aires, près du carrefour Philips, autoroute Panamerica et av. Général Paz. Son cadavre, congelé, fut exhibé par Bussi, lors de l'inauguration du « musée de la subversion » dans la base de Campo de Mayo, qui était aussi utilisé comme centre de détention et duquel Bussi devint, en 1977, le vice-commandant en chef, après avoir quitté ses fonctions de gouverneur de Tucumán .
Lors du procès d'Adolfo Scilingo en Espagne, inculpé de crimes contre l'humanité, un témoin déclara que « Bussi fut le responsable, à Tucumán, durant la dictature, des disparitions. On l'a vu exécuter lui-même plusieurs desaparecidos, tel Luis Falí (...) Il existe des témoignages montrant qu'il a tué [des détenus] à trois reprises de ses  propres mains. Des enquêtes ont montré que Bussi possédait trois millions de dollars en biens meubles et immeubles (...) et on établit que l'enrichissement était postérieur à 1976 »
Bussi prit sa retraite en 1981 en tant que général.

## La transition démocratique
Après l'accession au pouvoir du radical Raúl Alfonsín, en 1983, Bussi fut accusé, aux côtés de dizaines d'autres militaires, de violations des droits de l'homme, mais fut amnistié par la loi du Point final promulguée en décembre 1986. Bussi était alors inculpé dans plus de 800 affaires distinctes, pour privation arbitraire de la liberté, torture, homicide et falsification de documents.
Amnistié, il se présenta en tête de liste à Tucumán pour le vieux parti conservateur, Defensa Provincial - Bandera Blanca, dirigé par Ävila Gallo, et fut élu député avec près de 18 % des suffrages. En 1995, il fut élu gouverneur de la province, mais rompit l'année suivante avec Defensa Provincial pour fonder Fuerza Republicana (es), avec comme slogan « la force morale des tucumanos ». Il fut souvent accusé par la presse et le monde politique d'avoir omis de déclarer 100 000 dollars possédés en Suisse, ce qu'il ne confirmait ni n'infirmait. Ces comptes suisses lui valurent les admonestations du tribunal d'honneur de l'armée, en mars 1998.
Son parti présenta en 1999 son fils, Ricardo (es), comme candidat, mais celui-ci perdit face au candidat du Parti justicialiste, Julio Miranda (es). C'est aussi lors de ces élections générales que Bussi père fut élu député national, mais la Chambre des députés l'empêcha de siéger, en raison de sa « participation active aux crimes contre l'humanité »  et de son enrichissement illégal.
Bussi fut ensuite élu, en 2003, avec 17 voix d'avance , intendant de San Miguel de Tucumán, mais ne put non plus assumer ces fonctions. En effet, trois mois après les élections, il fut arrêté, le 15 octobre 2003, et mis en examen par le juge Jorge Parache, avec Luciano Benjamín Menéndez, pour la disparition forcée, le 24 mars 1976, du sénateur péroniste Guillermo Vargas Aignasse (en). Bussi est également accusé dans plus de 600 autres affaires, dont l'une concernant sa gestion de 5 millions de dollars alors qu'il était gouverneur. Bussi fut ainsi obligé de démissionner, après avoir tenté, sans succès, d'annuler la mise en examen en faisant appel à la Convention américaine relative aux droits de l'homme. Il fut détenu au lycée militaire Gregorio Aráoz de La Madrid jusqu'à décembre 2003, date à laquelle il bénéficia d'une surveillance à domicile en raison de son âge. La cour d'appel fédérale de Tucumán déclara en 2004 que les délits commis alors qu'il était gouverneur constituaient des crimes contre l'humanité, et Bussi fut inculpé pour ceux-ci 
La Cour suprême jugea finalement, en juillet 2007, que la Chambre des députés avait excédé ses pouvoirs légitimes en empêchant Bussi de siéger ; elle considéra néanmoins qu'ayant été condamné, il ne pouvait siéger.
Il fut cité à comparaître le 28 novembre 2007 en compagnie de l'ex-commandant de la junte Jorge Rafael Videla par les magistrats Sergio Torres, Jorge Urso et Guillermo Montenegro. Outre crimes contre l'humanité, privation arbitraire de liberté et la disparition forcée de 72 personnes, Bussi est inculpé dans le procès de l'ESMA (du nom du centre de torture de l'école de la Marine). Il fut enfin condamné le 28 août 2008 à une peine de prison perpétuelle, avec Menéndez, pour la disparition forcée du sénateur Guillermo Vargas Aignasse (en), mais il obtint le droit de purger celle-ci à domicile. Les deux militaires furent condamnés en tant que coauteurs de crimes contre l'humanité, violation de domicile, privation arbitraire de liberté, tortures réitérées, disparitions forcées, homicides aggravées, association illicite et génocide. Peu de temps auparavant, lui et Menéndez avaient défendu à nouveau la prétendue légitimité de la dictature.